# الکسی رتینسکی
الکسی رتینسکی (انگلیسی: Alexey Retinsky؛ زادهٔ ۱۴ نوامبر ۱۹۸۶) آهنگساز اهل اوکراین است. وی از سال ۲۰۰۶ میلادی تاکنون مشغول فعالیت بوده‌است.